# Cupania cinerea
Cupania cinerea là một loài thực vật có hoa trong họ Bồ hòn. Loài này được Poepp. mô tả khoa học đầu tiên năm 1843.